# Biến thể Delta SARS-CoV-2

Các quốc gia có các trường hợp được xác nhận về biến thể Delta kể từ ngày 9 tháng 7 năm 2021 (GISAID)
Chú thích:
5000+ ca xác nhận
1000–4999 ca xác nhận
100–999 ca xác nhận
10–99 ca xác nhận
2–9 ca xác nhận
1 ca xác nhận
Không có dữ liệu

Biến thể Delta SARS-CoV-2, cũng được biết đến với tên gọi biến thể dòng B.1.617.2, là một biến thể của dòng B.1.617 của SARS-CoV-2, loại virus tạo ra bệnh COVID-19. Biến thể này được phát hiện lần đầu tiên tại Ấn Độ vào cuối năm 2020. Tổ chức Y tế Thế giới (WHO) đặt tên là biến chủng delta vào ngày 31 tháng 5 năm 2021.
Biến thể này có đột biến trong gen mã hóa protein gai SARS-CoV-2 làm thay thế các đoạn mã T478K, P681R và L452R, mà được cho là có ảnh hưởng đến khả năng lây truyền của virus cũng như ảnh hưởng đến khả năng các kháng thể đối với các biến thể đã lưu hành trước đây của vi rút COVID-19 có thể phòng chống được nó hay không. Public Health England (PHE) thông báo vào tháng 5 năm 2021 rằng biến thế mới này có tỷ lệ tấn công thứ cấp cao hơn 51–67% so với biến thể alpha. Trong một cuộc họp báo kỹ thuật vào tháng 6, các nhà nghiên cứu thông báo biến thể delta có liên quan đến việc tăng gần gấp đôi nguy cơ nhập viện của người bị lây nhiễm.
Vào ngày 7 tháng 5 năm 2021, PHE đã thay đổi phân loại dòng B.1.617.2 từ một biến thể đang được điều tra (VUI) thành một biến thể đáng lo ngại (VOC) dựa trên đánh giá về khả năng lây truyền ít nhất là tương đương với B.1.1.7 (biến thể alpha), lần đầu tiên được xác định ở Vương quốc Anh (dưới tên gọi biến thể Kent). Sau đó, vào ngày 11 tháng 5 năm 2021, WHO cũng phân loại VOC dòng này, và nói rằng nó cho thấy bằng chứng về khả năng lây truyền cao hơn và giảm khả năng phòng chống. Biến thể này được cho là chịu trách nhiệm một phần cho cơn sóng dịch thứ hai tại Ấn Độ bắt đầu vào tháng 2 năm 2021. Nó cũng tạo ra cơn sóng dịch thứ ba tại Fiji, Vương quốc Anh và Nam Phi, và sau đó WHO cảnh báo vào tháng 7 năm 2021 rằng biến thể này có thể có tác động tương tự ở những nơi khác như châu Âu và châu Phi.
Vào ngày 7 tháng 6 năm 2021, các nhà nghiên cứu tại Trung tâm Quốc gia về Các bệnh Truyền nhiễm ở Singapore đã đăng một bài viết cho thấy rằng những bệnh nhân có kết quả xét nghiệm dương tính với biến thể delta có nhiều khả năng bị viêm phổi và/hoặc cần thở oxy hơn những bệnh nhân mắc virus thông thường hoặc biến thể alpha. Vào ngày 15 tháng 6 năm 2021, Trung tâm Kiểm soát và Phòng ngừa Dịch bệnh Hoa Kỳ đã tuyên bố delta là một biến thể đáng lo ngại.

## Phân loại
Biến thể Delta có các đột biến trong gen mã hóa protein đột biến SARS-CoV-2 gây ra các sự thay thế D614G, T478K, P681R và L452R. Hệ thống phân loại phát sinh loài Nextstrain phân loại chủng thuộc nhánh 21A.

### Các dòng phụ khác của B.1.617
Cho đến nay, có ba dòng phụ của dòng B.1.617 được phân loại.
B.1.617.1 được Bộ Y tế Công cộng Anh chỉ định là một Biến thể đang được Điều tra vào tháng 4 năm 2021. Sau đó vào tháng 4 năm 2021, hai biến thể khác B.1.617.2 và B.1.617.3 được chỉ định là Biến thể đang được điều tra. Trong khi B.1.617.3 chia sẻ các đột biến L452R và E484Q được tìm thấy trong B.1.617.1, B.1.617.2 thiếu đột biến E484Q.

### Đột biến

Các đột biến axit amin của biến thể SARS-CoV-2 Delta được vẽ trên bản đồ bộ gen của SARS-CoV-2 với trọng tâm là Spike.

| Gene                      | Nucleotide | Amino acid |
| ------------------------- | ---------- | ---------- |
| ORF1b                     |            | P314L      |
| ORF1b                     | P1000L     |            |
| Spike                     |            | G142D      |
| Spike                     | T19R       |            |
| Spike                     | R158G      |            |
| Spike                     | L452R      |            |
| Spike                     | T478K      |            |
| Spike                     | D614G      |            |
| Spike                     | P681R      |            |
| Spike                     | D950N      |            |
| Spike                     | E156del    |            |
| Spike                     | F157del    |            |
| M                         |            | I82T       |
| N                         |            | D63G       |
| N                         | R203M      |            |
| N                         | D377Y      |            |
| orf3a                     |            | S26L       |
| orf7a                     |            | V82A       |
| orf7a                     | T120I      |            |
| Nguồn: CDC Covariants.org |            |            |

## Phòng ngừa
Các biện pháp không dùng thuốc được khuyến nghị để ngăn chặn loại hoang dã COVID-19 vẫn có hiệu quả đối với Delta. Những điều này bao gồm rửa tay, đeo khẩu trang, giữ khoảng cách với người khác, tránh chạm vào miệng, mũi hoặc mắt, tránh không gian đông đúc trong nhà với hệ thống thông gió kém.

## Dữ liệu thống kê
Đến ngày 22 tháng 6 năm 2021, hơn 4.500 trình tự của biến thể đã được phát hiện ở khoảng 78 quốc gia. Số trình tự được báo cáo ở các quốc gia có phát hiện là:
| Các trường hợp quốc gia | Các trường hợp quốc gia                               | Các trường hợp quốc gia                               | Các trường hợp quốc gia |
| Quốc gia & khu vực      | Số ca do biến chủng Delta (PANGOLIN) kể từ 14 tháng 7 | Các trường hợp đã xác nhận (GISAID). kể từ 19 tháng 7 | Trường hợp đầu tiên     |
| ----------------------- | ----------------------------------------------------- | ----------------------------------------------------- | ----------------------- |
| Vương quốc Anh          | 124,991                                               | 152,086                                               | 22 tháng 2, 2021        |
| Mỹ                      | 12,499                                                | 15,632                                                | 23 tháng 2, 2021        |
| Fiji                    | (?)                                                   | (?)                                                   | 19 tháng 4, 2021        |
| Ấn Độ                   | 10,584                                                | 12,939                                                | 15 tháng 10, 2020       |
| Canada                  | 315                                                   | 2,365                                                 | 15 tháng 3, 2021        |
| Đan Mạch                | 2,534                                                 | 5,501                                                 | 8 tháng 3, 2021         |
| Đức                     | 2,679                                                 | 3,559                                                 | 1 tháng 3, 2021         |
| Bồ Đào Nha              | 1,846                                                 | 2,495                                                 | 5 tháng 4, 2021         |
| Nhật Bản                | 448                                                   | 577                                                   | 28 tháng 3, 2021        |
| Thụy Điển               | 1,725                                                 | 2,411                                                 | 26 tháng 3, 2021        |
| Ý                       | 1,346                                                 | 2,192                                                 | 2 tháng 4, 2021         |
| Tây Ban Nha             | 1,399                                                 | 2,164                                                 | 22 tháng 4, 2021        |
| Pháp                    | 1,109                                                 | 1,871                                                 | 21 tháng 2, 2021        |
| Bỉ                      | 1,077                                                 | 1,841                                                 | 25 tháng 3, 2021        |
| Hà Lan                  | 821                                                   | 1,249                                                 | 26 tháng 4, 2021        |
| Cộng hòa Nam Phi        | 382                                                   | 1,201                                                 | 30 tháng 4, 2021        |
| Mexico                  | 382                                                   | 1,198                                                 | 5 tháng 4, 2021         |
| Ireland                 | 602                                                   | 1,194                                                 | 26 tháng 2, 2021        |
| Singapore               | 1,038                                                 | 1,083                                                 | 26 tháng 2, 2021        |
| Nga                     | 783                                                   | 985                                                   | 21 tháng 4, 2021        |
| Indonesia               | 580                                                   | 797                                                   | 3 tháng 4, 2021         |
| Thụy Sĩ                 | 418                                                   | 675                                                   | 29 tháng 3, 2021        |
| Israel                  | 644                                                   | 670                                                   | 16 tháng 4, 2021        |
| Úc                      | 583                                                   | 643                                                   | 16 tháng 3, 2021        |
| Thổ Nhĩ Kỳ              | (?)                                                   | 611                                                   | 28 tháng 4, 2021        |
| Việt Nam                | 54                                                    | 72                                                    | 18 tháng 4, 2021        |